# Chacina

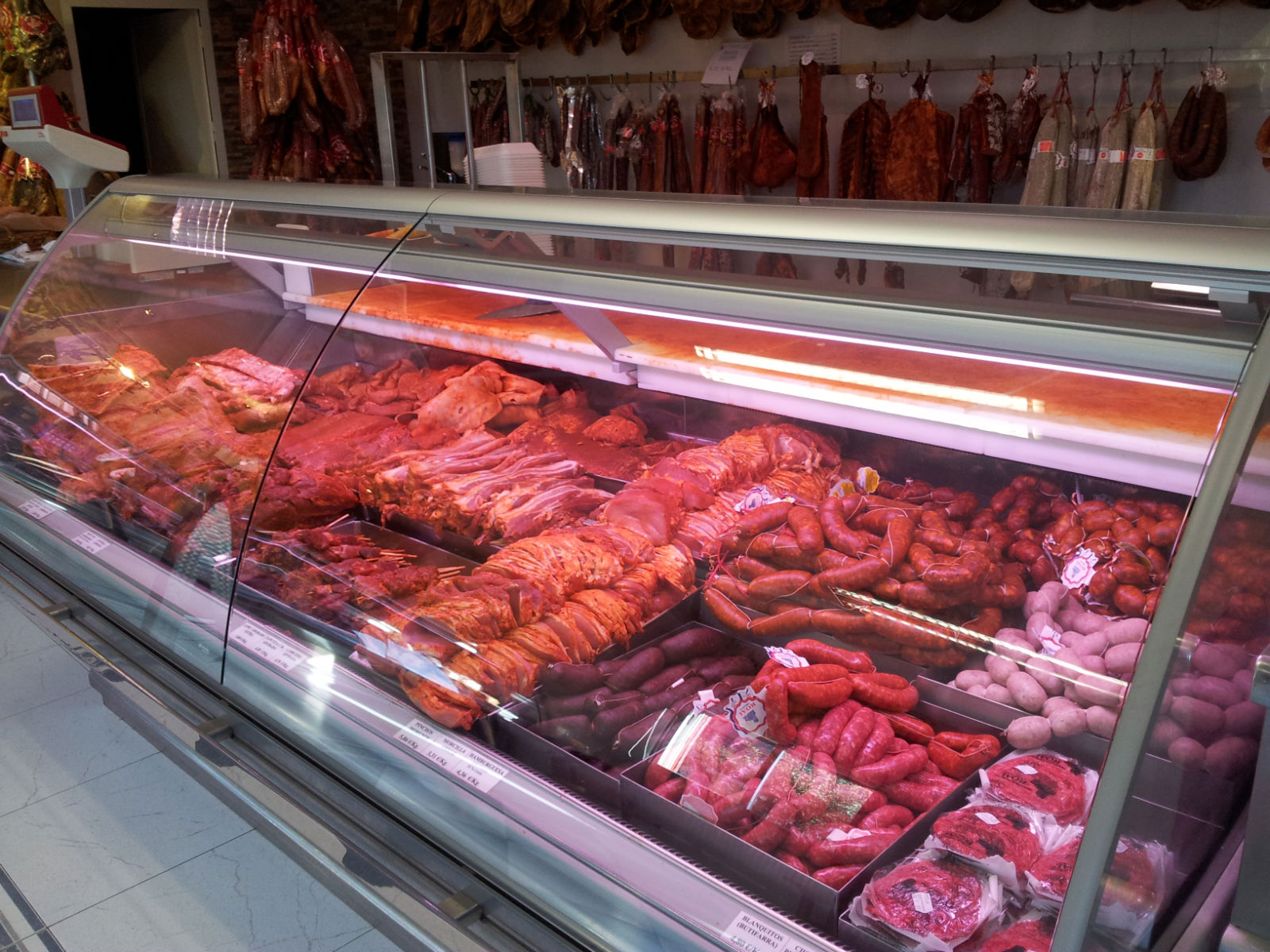
Chacinas de la provincia de Ávila, España.

Se da el nombre de chacinas a determinadas carnes conservadas, adobadas o embutidas. Las más comunes son las carnes de cerdo adobadas, de las que se suelen hacer chorizos y otros embutidos. También se conocen con el mismo nombre genérico a los propios embutidos y conservas hechos con dicha carne. Por último, también se aplica el mismo término para denominar a las cecinas, carnes saladas y secas.
La chacinería es el lugar donde tradicionalmente se ha vendido la chacina.